# Gavin Hewitt
Gavin James Hewitt (* März 1951 in Penge, London) ist ein britischer Fernsehmoderator, BBC Europe Editor, BBC News's News Editor und Autor.

## Leben
Hewitt studierte an der St John's School, Leatherhead in Surrey, England sowie am St John’s College der University of Durham.
1972 heiratete er Sally Jane Lacey, mit der er zwei Kinder hat.
Er berichtete live vom Fall der Berliner Mauer, in New York nach 9/11 und in New Orleans nach Hurrikan Katrina.
Er machte drei Filme über den damaligen Präsidenten Bill Clinton, darunter All The President's Women sowie The Shaming Of The President.
Er ist aktueller BBC News's News Editor.

## Auszeichnungen
- 2001: Royal Television Society Award
- 2000: Broadcast Award
- Bafta Award